# Stefan Bengtsson (professor)

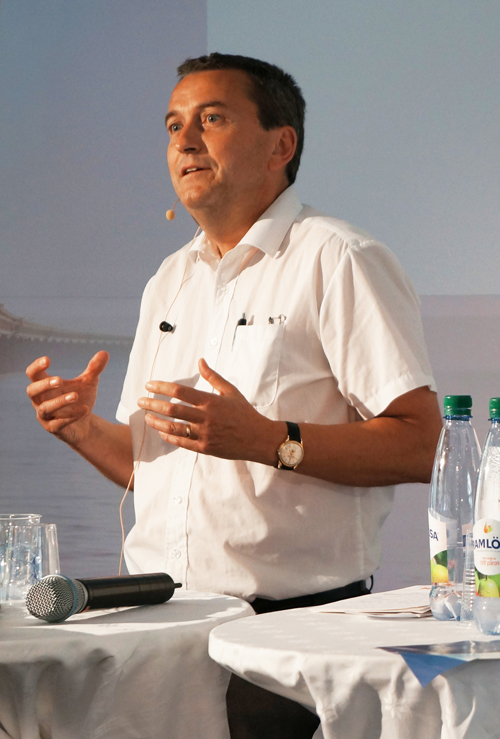
Stefan Bengtsson var rektor på Chalmers tekniska högskola 2015–2023.

Jan Stefan Bengtsson, född 27 september 1961 i Kortedala församling i Göteborg, är en svensk ingenjör, professor i fasta tillståndets elektronik och akademisk ledare. I augusti 2011 blev han rektor för Malmö universitet. Han utsågs 21 januari 2015 till ny rektor för Chalmers tekniska högskola och tillträdde den posten 1 augusti 2015. Den 1 september 2023 efterträddes han som rektor för Chalmers av Martin Nilsson Jacobi och blev i stället styrelseordförande för Chalmers tekniska högskola AB.

## Biografi
Efter civilingenjörsexamen i teknisk fysik 1985 arbetade han en tid vid SAAB Automobile i Trollhättan innan han återvände till Chalmers tekniska högskola för en forskarutbildning. 1992 disputerade han med en avhandling om hur avancerade kiselbaserade material och komponenter kan byggas med en metod (så kallad ”wafer bonding”) där spegelblanka perfekt kristallina kiselskivor kan fås att fästa vid varandra utan mellanliggande lager. Fokus i avhandlingen var på elektriska egenskaper hos de stora korngränser som skapades mellan de kristallina kiselskivorna. Han erhöll SAAB-Scania-stipendiet för avhandlingen. Docent blev han 1995 och 2002 utnämndes han till professor i fasta tillståndets elektronik vid Chalmers. Bengtssons forskningsområde är kiselbaserade material, komponenter och kretsar, den teknik som utgör basen för all konsumentelektronik, exempelvis datorer och mobiltelefoner. Under de senare åren av sin forskningsaktiva tid studerade han möjligheten att komplettera den kiselbaserade CMOS-elektroniken med komponenter tillverkade av kol, till exempel kolfibrer och kolnanorör, för att se om dessa hybridkretsar kan vara en väg till elektronik med ännu högre prestanda. 
Stefan Bengtsson har även tillbringat ett halvår som gästprofessor vid Institut national polytechnique de Grenoble strax efter millennieskiftet. Tidigare var han prorektor och vice VD vid Chalmers tekniska högskola. Han tillträdde som rektor för Malmö högskola den 1 augusti 2011 och var då lärosätets tredje rektor.
Från 1 februari 2014 är Stefan Bengtsson även ordförande i styrelsen för universitetsdatornätet Sunet.